# 左拉瓦爾·辛格

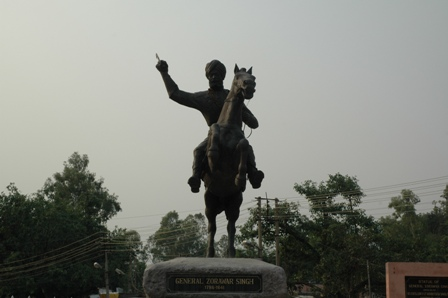
左拉瓦尔·辛格

左拉瓦尔·辛格·卡赫卢里拉（Zorawar Singh Kahluria，1786年—1841年）是道格拉人（今克什米尔）的一位名将。他以“拉达克的征服者”而为世人所知，被誉为“印度的拿破仑”。
出生在今日印度喜马偕尔邦的比拉斯普尔，后来其家族迁徙到查谟。他为道格拉人的拉贾服役，后来被著名拉贾古拉卜·辛格（后来查谟-克什米尔土邦的建立者）任命为将军，镇守雷阿西。他的忠诚和才能受到古拉卜的肯定，先是提升为查谟北部所有要塞的指挥官，后来被任命为基斯赫特瓦尔的总督，授予“维齐尔”头衔。
1834年，古拉卜派左拉瓦尔率领5000人入侵拉达克，迫使拉达克向道格拉人臣服。拉达克不断起兵反抗，最终都被他镇压。此后，他又率兵相继征服了巴尔蒂斯坦周围各土邦。
1841年，左拉瓦尔写信给西藏的阿里噶本，命令其向道格拉人进贡，遭到拒绝。率领6000人东进，讨伐西藏，向班公错进军。另有道格拉人征调的拉达克、巴尔蒂军队抄另外两条路，经过玛旁雍错、噶大克（今噶尔雅沙）入侵阿里地区，并轻而易举地占领了这里。敌将逃往普兰，但不久也被道格拉人攻陷。这时整个阿里地区都被道格拉人征服，西藏被迫向道格拉人求和。驻藏大臣向满清朝廷求救，但正值鸦片战争期间，满清正在遭受英国的侵略，无力应对。西藏只好派藏军防御。
道格拉人对阿里地区的征服引起达尔德人瓜分西藏财富的渴望，同时也引起库马盎王国和英属印度殖民政府的注意。12月，英属印度向锡克帝国发起抗议和最后通牒，警告他们不要这样做。然而，随后发生的突发事件，将战争的结局彻底改变了。左拉瓦尔向冈仁波齐峰进军，当时正值冬季，大雪封住了道路。这一意外事件使道格拉军队的补给线被拉长，并最终导致了他的死。藏军乘机偷袭了道格拉人的营地。左拉瓦尔在战斗中中弹落马，被藏军杀死。他的阵亡导致道格拉军队的溃败。道格拉军队撤离西藏时，在穿越山口时遭遇恶劣天气而死亡大半。